# Heliotropo

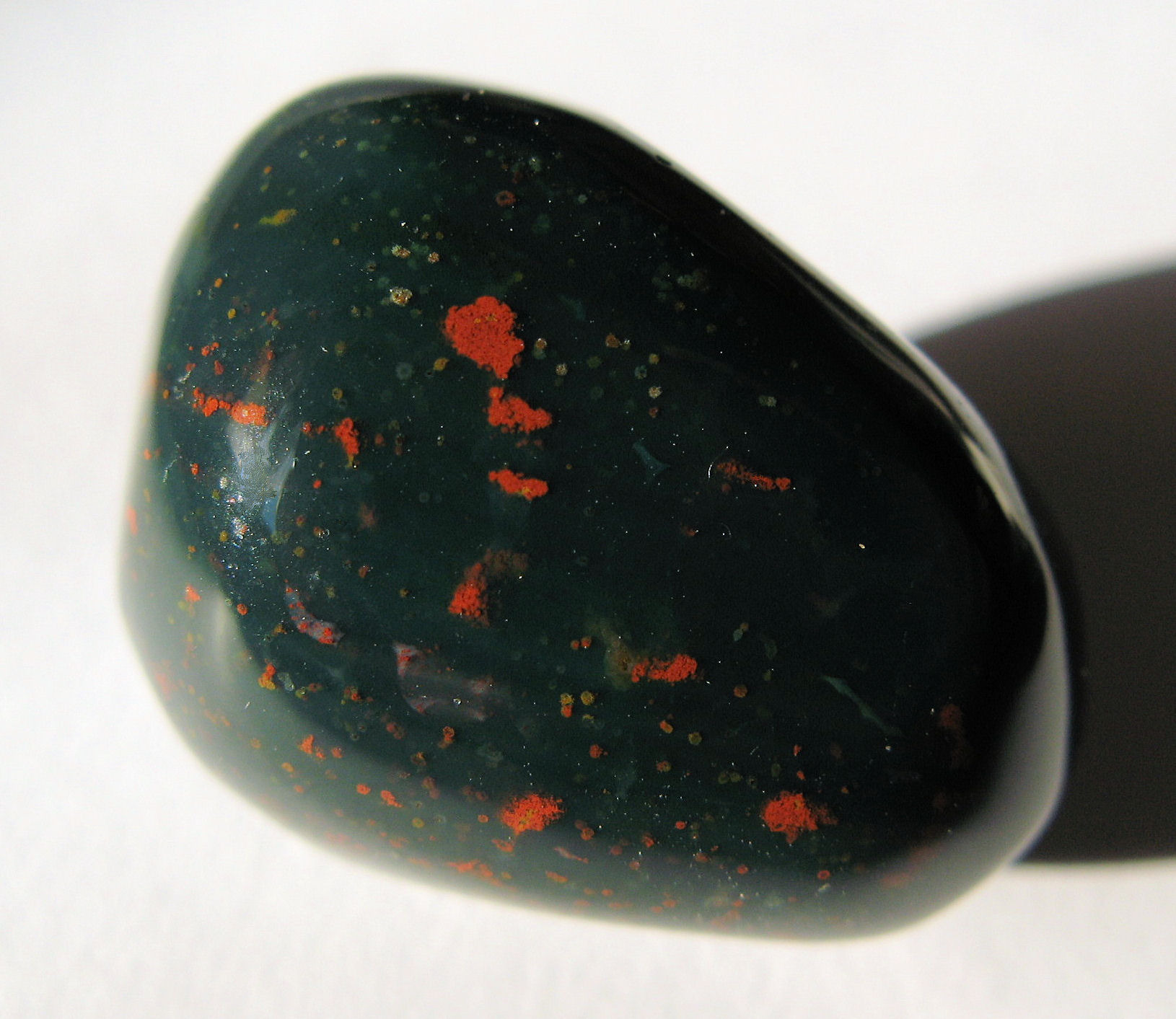
Heliotropo

Heliotropo, jaspe de sangue, bloodstone ou heliotrópio é uma variedade de calcedónia de cor verde-claro a verde-escuro, com pontuações vermelhas (devidas a jaspe ou a óxidos de ferro). Sendo que algumas podem apresentar cor azul, preta, vermelha ou laranja. O nome tem raiz grega, significando trópico solar. Esta denominação refere-se à crença de que refletia a luz do sol.
O heliotrópio era amplamente utilizado no Egito antigo como um amuleto para afastar energias negativas, enquanto na Grécia era associado ao deus do sol, Apolo. 
Atualmente o heliotrópio é conhecido por suas propriedades curativas e energizantes. Por ser uma pedra associada ao sol, acredita-se que seja capaz de estimular a vitalidade física e mental. 
Ocorre no Brasil, na Índia, na Austrália, China e Estados Unidos.
1. ↑  «Magma Museu | Geociências, Mineralogia e Astronomia». magma.org.br. Consultado em 3 de abril de 2025
2. ↑  «Pedra de heliotrópio (44 fotos): por que o mineral é chamado jaspe sangrento? Qual o significado para uma pessoa? Quais cores existem?». dresses-pt.techinfus.com. Consultado em 3 de abril de 2025
3. 1 2 3  «Heliotrópio: O que é, significado - SÓ ESCOLA». 26 de setembro de 2023. Consultado em 3 de abril de 2025